# 맷 케인 (야구인)
매슈 토머스 "맷" 케인(영어: Matthew Thomas "Matt" Cain, 1984년 10월 1일 ~ )은 전 미국 프로 야구 샌프란시스코 자이언츠의 선수이다.
2012년 6월 14일 휴스턴 애스트로스와의 경기에서 메이저 리그 역사상 22번째로 퍼펙트 게임을 달성하였다.